# Egypten i olympiska sommarspelen 1984
Egypten deltog i de olympiska sommarspelen 1984 med en trupp bestående av 114 deltagare i Los Angeles och tog en medalj.

## Medaljer

### Silver
- Mohamed Ali Rashwan - Judo, Öppen klass

## Basket
Herrar
Gruppspel
| Nr | Lag          | S | V | O | F | GM  | IM  | MS   | P  |
| -- | ------------ | - | - | - | - | --- | --- | ---- | -- |
| 1  | Jugoslavien  | 5 | 5 | 0 | 0 | 457 | 366 | +91  | 10 |
| 2  | Italien      | 5 | 4 | 0 | 1 | 437 | 363 | +74  | 9  |
| 3  | Australien   | 5 | 3 | 0 | 2 | 383 | 403 | −20  | 8  |
| 4  | Västtyskland | 5 | 2 | 0 | 3 | 384 | 376 | +8   | 7  |
| 5  | Brasilien    | 5 | 1 | 0 | 4 | 401 | 423 | −22  | 6  |
| 6  | Egypten      | 5 | 0 | 0 | 5 | 349 | 480 | −131 | 5  |

## Boxning
Bantamvikt
- Gamaleldin El-Koumy
  1. Första omgången — Bye
  2. Andra omgången — Förlorade mot Hiroaki Takami (Japan), 1-4

## Fotboll
Herrar
Gruppspel
|            | Spelade | Vinster | Oavgjorda | Förluster | Gjorda mål | Insläppta mål | Poäng |
| ---------- | ------- | ------- | --------- | --------- | ---------- | ------------- | ----- |
| Italien    | 3       | 2       | 0         | 1         | 2          | 1             | 4     |
| Egypten    | 3       | 1       | 1         | 1         | 5          | 3             | 3     |
| USA        | 3       | 1       | 1         | 1         | 4          | 2             | 3     |
| Costa Rica | 3       | 1       | 0         | 2         | 2          | 7             | 2     |

Slutspel
|  | Kvartsfinal                    | Kvartsfinal                    |                                |       | Semifinal                      | Semifinal                      |   |  | Final | Final |
|  |                                |                                |                                |       |                                |                                |   |  |       |       |
|  | 5 augusti 1984 - Pasadena, CA  |                                |                                |       |                                |                                |   |  |       |       |
|  |                                |                                |                                |       |                                |                                |   |  |       |       |
|  | Frankrike                      | 2                              |                                |       |                                |                                |   |  |       |       |
|  | Frankrike                      | 2                              | 8 augusti 1984 - Pasadena, CA  |       |                                |                                |   |  |       |       |
|  | Egypten                        | 0                              |                                |       |                                |                                |   |  |       |       |
|  | Egypten                        | 0                              | Frankrike (förlängning)        | 4     |                                |                                |   |  |       |       |
|  | 6 augusti 1984 - Pasadena, CA  |                                | Frankrike (förlängning)        | 4     |                                |                                |   |  |       |       |
|  |                                | Jugoslavien                    | 2                              |       |                                |                                |   |  |       |       |
|  | Jugoslavien                    | Jugoslavien                    | 2                              | 5     |                                |                                |   |  |       |       |
|  | Jugoslavien                    |                                | 11 augusti 1984 – Pasadena, CA | 5     |                                |                                |   |  |       |       |
|  | Västtyskland                   | 2                              |                                |       |                                |                                |   |  |       |       |
|  | Västtyskland                   | 2                              | Frankrike                      | 2     |                                |                                |   |  |       |       |
|  | 5 augusti 1984 – Palo Alto, CA |                                | Frankrike                      | 2     |                                |                                |   |  |       |       |
|  |                                | Brasilien                      | 0                              |       |                                |                                |   |  |       |       |
|  | Italien (förlängning)          | Brasilien                      | 0                              | 1     |                                |                                |   |  |       |       |
|  | Italien (förlängning)          | 8 augusti 1984 – Palo Alto, CA |                                | 1     |                                |                                |   |  |       |       |
|  | Chile                          | 0                              |                                |       |                                |                                |   |  |       |       |
|  | Chile                          | 0                              | Italien                        | 1     | Bronsmatch                     | Bronsmatch                     |   |  |       |       |
|  | 6 augusti 1984 - Palo Alto, CA |                                | Italien                        | 1     | Bronsmatch                     | Bronsmatch                     |   |  |       |       |
|  |                                | Brasilien (förlängning)        | 2                              |       | 10 augusti 1984 - Pasadena, CA | 10 augusti 1984 - Pasadena, CA |   |  |       |       |
|  | Brasilien (straffar)           | Brasilien (förlängning)        | 2                              | 1 (5) | 10 augusti 1984 - Pasadena, CA | 10 augusti 1984 - Pasadena, CA |   |  |       |       |
|  | Brasilien (straffar)           |                                |                                |       |                                | Jugoslavien                    | 2 |  |       |       |
|  | Kanada                         | 1 (3)                          |                                |       |                                | Jugoslavien                    | 2 |  |       |       |
|  | Kanada                         | 1 (3)                          | Italien                        | 1     |                                |                                |   |  |       |       |
|  |                                |                                | Italien                        | 1     |                                |                                |   |  |       |       |

## Friidrott
Herrarnas 400 meter
- Nafee Mersal
  - Heat — 46,46 (→ gick inte vidare)

Herrarnas kulstötning
- Ahmed Kamel Shatta
  - Kval — 18,58 m (→ gick inte vidare)

- Ahmed Mohamed Achouche
  - Kval — 18,11 m (→ gick inte vidare)

## Fäktning
Herrarnas florett
- Abdel Monem El-Husseini
- Bilal Rifaat
- Ahmed Diab

Herrarnas florett, lag
- Ahmed Diab, Abdel Monem El-Husseini, Bilal Rifaat, Khaled Soliman

Herrarnas värja
- Ihab Aly
- Khaled Soliman
- Abdel Monem Salem

Herrarnas värja, lag
- Ihab Aly, Ahmed Diab, Abdel Monem Salem, Khaled Soliman

## Konstsim
Damernas solo
- Dahlia Mokbel
  - Poäng - 73,367 (44:e plats)
  - Slutlig ställning - 155,767 (16:e plats)

- Sahar Helal
  - Poäng - 70,049 (gick inte vidare, 45:e plats)

- Sahar Youssef
  - Poäng - 67,165 (gick inte vidare, 48:e plats)

Damernas duett
- Dahlia Mokbel och Sahar Youssef
  - Poäng - 67,165
  - Slutlig ställning - 17:e plats

## Modern femkamp
Herrarnas individuella tävling
- Ihab El-Lebedy
- Samy Awad
- Ahmed Nasser

Herrarnas lagtävling
- Ihab El-Lebedy
- Samy Awad
- Ahmed Nasser

## Simhopp
Herrarnas 3 m
- Said Daw
  - Kval — 407,88 (→ gick inte vidare, 26:e plats)
- Tamer Farid
  - Kval — 373,71 (→ gick inte vidare, 28:e plats)